# 约波洛
约波洛（義大利語：Joppolo），是意大利维博瓦伦蒂亚省的一个市镇。总面积15平方公里，人口2135人，人口密度142.3人/平方公里（2009年）。